# Введенський Олексій Іванович
Введенський Олексій Іванович (рос. Введенский Алексей Иванович) — російський ботанік, дослідник флори Середньої Азії. Він був знавцем родів Allium і Tulipa. Він здійснив великі розвідки флори Узбекистану. Закінчив Пензенське реальне училище в 1916 році й Середньоазійський державний університет (САГУ) в 1929 році. До роботи в САГУ (з 1920) завідував гербарієм Пензенського природно-історичного музею. З 1925 завідував гербарієм САГУ. О. Введенським описано й критично опрацьовано значну кількість нових видів рослин різних родів і родин з флори Середньої Азії. На честь О. Введенського названо низку видів рослин і рід Vvedenskya Korovin з родини Apiaceae.